# Barney (serie televisiva)
Barney (Barney & Friends) è un programma televisivo per bambini prodotto negli Stati Uniti d'America, pensato principalmente per bambini di età prescolare. Il protagonista della serie televisiva è Barney, un tirannosauro antropomorfo di colore magenta, che istruisce i giovani spettatori saltellando e cantando canzoni per bambini. 
La serie è stata trasmessa, tra gli altri, negli Stati Uniti d'America, Canada, Messico, Regno Unito, Irlanda, Italia, Spagna, Francia, Malaysia e Giappone. In Italia è stato trasmesso su Italia 1 a partire dal 1997 con la prima stagione e successivamente replicato con le stagioni 4-6 su JimJam (di Sky) dall'ottobre 2008; la sigla italiana è stata cantata da Cristina D'Avena e Pietro Ubaldi.
Nel 2024 è stato realizzato un reboot della serie

## Episodi
| Stagione         | Episodi      | Prima TV USA | Prima TV Italia |
| ---------------- | ------------ | ------------ | --------------- |
| Prima stagione   | 31 (inglese) | 1992         | 1997            |
| Seconda stagione | 18 (inglese) | 1993         | 1997            |
| Terza stagione   | 34 (inglese) | 1995         | 1998            |
| Quarta stagione  | 21           | 1997         | 2008            |
| Quinta stagione  | 29           | 1998-1999    | 2008-09         |
| Sesta stagione   | 31           | 1999-2002    | 2008-09         |

### Stagione 1
| nº | Titolo originale              | Titolo italiano                  | Prima TV USA | Prima TV Italia |
| -- | ----------------------------- | -------------------------------- | ------------ | --------------- |
| 1  | The Queen of Make-Believe     | La regina della finzione         | 1992         | 1997            |
| 6  | Four Seasons Day              | Giorno delle quattro stagioni    | 1992         | 1997            |
| 7  | The Treasure of Rainbow Beard | Il tesoro della barba arcobelano | 1992         | 1997            |
| 8  | Going Places!                 | Andare in posti!                 | 1992         | 1997            |
| 10 | Down on Barney's Farm         | Giù alla fattoria di Barney      | 1992         | 1997            |
| 14 | Our Earth, Our Home           | La nostra terra, la nostra casa  | 1992         | 1997            |
| 15 | Let's Help Mother Goose!      | Aiutiamo Mamma Oca!              | 1992         | 1997            |
| 16 | Be a Friend                   | Essere un amico                  | 1992         | 1997            |
| 17 | I Just Love Bugs!             | Adoro gli insetti!               | 1992         | 1997            |
| 18 | When I Grow Up...             | Quando crescerò...               | 1992         | 1997            |
| 19 | 1-2-3-4-5 Senses!             | 1-2-3-4-5 sensi!                 | 1992         | 1997            |
| 20 | Practice Makes Music          | La pratica fa la musica          | 1992         | 1997            |
| 22 | A Camping We Will Go!         | Andremo in campeggio!            | 1992         | 1997            |
| 25 | A World of Music              | Un mondo di musica               | 1992         | 1997            |
| 28 | Home Sweet Homes              | Casa dolce casa                  | 1992         | 1997            |
| 29 | Hola, Mexico!                 | Hola, Messico!                   | 1992         | 1997            |

### Stagione 4
| nº | Titolo originale    | Titolo italiano        | Prima TV USA | Prima TV Italia |
| -- | ------------------- | ---------------------- | ------------ | --------------- |
| 1  | First Day of School | Primo giorno di scuola | 1997         | 2008            |
| 2  | Is Everyone Happy?  | Sono tutti felici?     | 1997         | 2008            |

## Personaggi e doppiatori
In tutta la serie televisiva hanno partecipato 100 bambini, fra cui Selena Gomez, Demi Lovato, Debby Ryan, Madison Pettis e Jaren Lewison.
Di seguito gli attori che interpretavano i personaggi ricorrenti e i doppiatori italiani.
| Personaggio     | Attore                                                               | Doppiaggio italiano |
| --------------- | -------------------------------------------------------------------- | ------------------- |
| Barney (voce)   | Bob West (1988-2001) Duncan Brannan (1997-2002) Tim Dever Dean Wendt | Pietro Ubaldi       |
| Baby Bop (voce) | Julie Johnson                                                        | Elda Olivieri       |
| B.J. (voce)     | Patty Wirtz                                                          | Diego Sabre         |
| Riff (voce)     | Michaela Dietz                                                       |                     |
| Michael         | Brian Eppes                                                          | Davide Garbolino    |
| Carlos          | Corey Lopez                                                          | Paola Della Pasqua  |
| Luci            | Leah Gloria                                                          | Debora Magnaghi     |
| Tina            | Jessica Zucha                                                        | Cinzia Massironi    |
| Kelly           | Rebecca Wilson                                                       |                     |
| Derek           | Rickey Carter                                                        | Monica Bonetto      |
| Shawn           | John David Bennett, ll                                               |                     |
| Gianna          | Selena Gomez                                                         |                     |
| Angela          | Demi Lovato                                                          | Rossa Caputo        |
| Bridget         | Madison Pettis                                                       |                     |
| Winney          | Kayla Levels                                                         |                     |
| Whitney         | Kayla S. Levels                                                      |                     |
| Min             | Pia Manalo                                                           | Donatella Fanfani   |
| Tosha           | Hope Cervantes                                                       |                     |
| Kenneth         | Nathan Regan                                                         |                     |
| Chip            | Lucien Douglas                                                       | Davide Garbolino    |
| Jason           | Kurt Dykhuizen                                                       |                     |
| Juile           | Susannah Wetzel                                                      | Emanuela Pacotto    |
| Juan            | Michael Krost                                                        | Marisa Della Pasqua |
| Kathy           | Lauren King                                                          | Anna Maria Tulli    |
| Kristen         | Sara Hickman                                                         | Renata Bertolas     |
| Danny           | Jeffrey Hood                                                         | Anna Maria Tulli    |
| Robert          | Angel Velasco                                                        | Patrizia Scianca    |
| Sam             | Chase Gallantin                                                      | Patrizia Scianca    |
| Ashley          | Maurié Chandler                                                      | Federica Valenti    |
| Miss Etta Kette | Brice Armstrong                                                      | Luca Bottale        |
| Thea            | Hope Chervantes                                                      | Marcella Silvestri  |

## Accoglienza
I pareri riguardo la serie sono discordanti. Parte dell'opinione pubblica, tra cui i ricercatori dell'Università di Yale Dorothy e Jerome Singer, definiscono lo show come modello educativo per la televisione prescolare; la parte avversa invece concorda sulla ripetività, ridondanza, sull'eccessiva smielatezza e il non affrontare realtà tristi e spiacevoli. La rivista TV Guide ha inserito "Barney" tra i 50 peggiori programmi televisivi di tutti i tempi.
Quest'ultima corrente di pensiero ha contribuito alla nascita del clima di antipatia e d'odio, meglio noto come Anti-Barney humor, verso il dinosauro viola. Alcune parodie di Barney possono essere ravvisate nella puntata del 25/09/1993 del Saturday Night Live, nell'episodio 7x5 della serie animata Garfield e i suoi amici, nell'episodio 1x61 della serie animata Animaniacs, nell'episodio 4x14 della serie I dinosauri, in alcuni fumetti delle riviste Mad e FoxTrot e soprattutto nei film Mafia! Eliminate Smoochy (che ironizza su tale sentimento di disprezzo verso la mascotte). L'umorismo anti-Barney viene, poi, narrato nel documentario a puntate I Love You, You Hate Me prodotto da Peacock.